# BJ Tanner
BJ Tanner (* 2. Mai 2004 in Irving, Texas) ist ein US-amerikanischer Schauspieler und ehemaliger Kinderdarsteller.

## Leben und Karriere
Tanner startete seine Karriere im Alter von acht Jahren; erstmals als Schauspieler war er im Alter von 10 Jahren in einer Folge der Fernsehserie Sam & Cat zu sehen. Es folgten Gastrollen in Serien wie The Millers, Angel from Hell und Lethal Weapon.
Größere Bekanntheit erlangte Tanner ab 2017 durch seine Rolle des Marcus Finn in der von Seth MacFarlane produzierten Science-Fiction-Fernsehserie The Orville. Von 2016 bis 2020 hatte er die Nebenrolle des William George ‘Tuck’ Bailey Jones in Grey’s Anatomy – Die jungen Ärzte sowie ab 2018 in dessen Spin-Off Station 19.

## Filmografie
- 2014: Sam & Cat (Fernsehserie, Folge 1x27)
- 2014: The Millers (Fernsehserie, Folge 2x03)
- 2016: Angel from Hell (Fernsehserie, Folge 1x01)
- 2016–2020: Grey’s Anatomy (Fernsehserie, 8 Folgen)
- 2017: Lethal Weapon (Fernsehserie, Folge 1x16)
- 2017: Ballers (Fernsehserie, Folge 3x01)
- 2017–2022: The Orville (Fernsehserie, 13 Folgen)
- 2018–2022, 2024: Station 19 (Fernsehserie, 10 Folgen)